# Yael Naim
Yael Naïm (París, 6 de febrero de 1978) es una cantautora franco-israelí que saltó a la fama el año 2008 con su hit "New Soul". Canta en inglés, francés y hebreo.

## Biografía
Yael Naim nació en París, Francia, el 6 de febrero de 1978, de padres judíos franco-tunecinos. Se mudó con su familia a Ramat Hasharon, Israel, cuando tenía cuatro años. Su padre es un artista y su madre una cosmetóloga. En Israel tenía dos hermanos, uno Dj y el otro trabajaba en contabilidad. Cuando era una niña estudió en el Conservatorio de Música, donde vio a "Amadeus" y decidió que cuando tuviera 30 años haría una sinfonía, "yo tengo un año antes" bromea ella. Pasaba horas en el piano que su padre compró y empezó a asistir al conservatorio de música durante nueve años. Al terminar la secundaria, fue a ver la gran jazzista Wynton Marsalis en el Club Camelot en Tel Aviv y se reunió con un saxofonista que tocaba con la orquesta de Wynton y tiene una oficina en Israel. Reconoció su talento y todo el mes apareció por el club que dirigió. La próxima parada, por supuesto, fue con la compañía musical del ejército. Naim cantó en compañía de la Fuerza Aérea, que se inició en 1996, "aún cuando el ejército fue muy agradable." Durante un servicio, fue enviada a cantar en un concierto benéfico en París. Cuando dejó el ejército, fue enviado a otro en París, en donde después de su presentación fue llamada por los productores franceses que querían saber más. "Sucedió justo, buscaron a alguien para un proyecto musical, y cuando escuchó lo que hacía, se impresionó y me ofreció un contrato". A los 21 años de edad, Yael Naim cerró un contrato con el sello discográfico IME. Volvió a Israel y luego de vuelta a París, donde trabajaba para el álbum que lleva un año para ser concluido, cuando sucede algo más: el director francés judío Elie Chouraqui considera su desempeño y le ofrece un papel en su producción musical, que fue un gran éxito. Su primer álbum "En el vientre de un hombre" ("In a Man's Womb") fue lanzado en 2001, pero, a pesar de todos los esfuerzos, no tuvo éxito: las canciones no se habían reproducido en la radio y las ventas eran bajas. "El disco salió cuando estaba la música y la grabada era tan diferente que creó una desagradable cosa para escuchar", trata de explicar. "Yo también era muy joven, no tenía paciencia y me he decepcionado rápidamente. Es un momento de crecimiento". Tras el fracaso de su primer álbum, hizo las pruebas en varios proyectos con otros artistas y, a continuación, volvió a la música. En uno de los conciertos conoció a David Donatien, un baterista indio. Después comenzaron a tocar juntos y con 3 años de trabajo en dúo comenzaron las grabaciones para conducir a la grabación de un nuevo CD.
"Mi primer disco estaba lleno de ideas y tentativas para ir a todos los tipos de sentidos. Yo era joven, me encantaba la música pero no tengo un camino claro (...) David me dijo que ser más transparente, exponiendo mi propia forma de ser, construir canciones en torno a la emoción con la guitarra y mi voz". En el año 2007 lanza su nuevo álbum "Yael Naim" y las ventas demostraron que el resultado fue realmente exitoso, y como una joven mujer israelí, cantó la mayor parte en hebreo, y así el álbum se convirtió en el más vendido por Internet en Francia, y ahora en el tercer lugar en ventas en las tiendas con aproximadamente 60.000 ejemplares en un mes, y escuchada en las más populares estaciones de radio. Desde que inició wl éxito, Naim y Donatien han ido a varios programas para la televisión francesa. 
El álbum contiene 13 canciones que van desde el pop a baladas populares melancólicas. El sonido es limpio, con su voz suave y cálida, sin toma de muestras o motivos electrónicos.

## En la cultura popular
En enero de 2008 Apple usó su canción "New Soul" para el comercial del MacBook Air. La campaña fue producida por TBWA/Media Arts Lab.
En 2018 la canción "New Soul" se volvió famosa en la app TikTok en la que se hacen videos con esta canción en los que los usuarios hacen como si se besaran con otra persona.

## Discografía

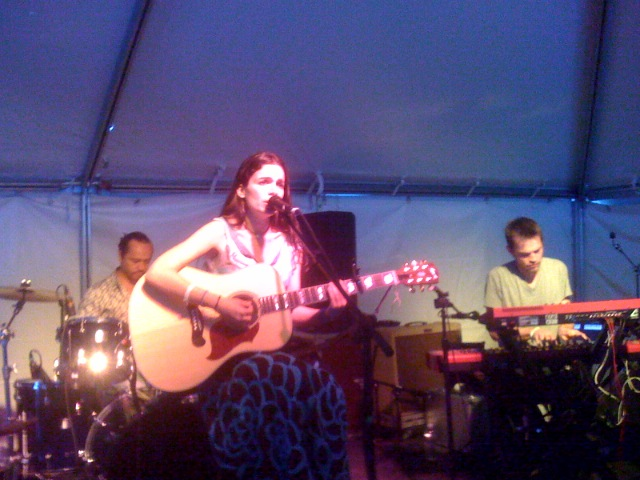
Yael Naim en un concierto.

### Álbumes de estudio
- In a Man's Womb (2001)
- Yael Naim (2007)
- She was a boy (2010)
- Older (2015)
- nightsongs (2020)

### Sencillos
- 2001: "You Disappear"
- 2001: "Do I Do"
- 2001: "Avril"
- 2007: "Toxic" (SPA #35)
- 2008: "New Soul" (FRA #2, ALE #4, US #7, UK #30)[1][2]
- 2008: "Too Long"
- 2009: "Far Far"
- 2010: "She Was a Boy"
- 2010: "Go to the River"
- 2010: "The Only One"
- 2011: "Come Home"
- 2015: "Dream in My Head" (FRA #77)[2]
- 2015: "Coward" (FRA #123)[2]
- 2020: "My Sweetheart"

### Premios
- 2008: Victoires de la Musique para el álbum del año Yael Naim.